# ثليب
الثَلِيب أو النمَّاءة (الاسم العلمي: Thalictrum)، جنس نباتات عشبية برية من فصيلة الحوذانية. أنواعها من 120 إلى 200 مواطنها الأصيلة في المناطق المعتدلة.

## الأنواع
من أنواعه:
- ثليب أصفر
- ثليب صغير